# Bed Bath & Beyond
Bed Bath & Beyond est une entreprise américaine de distribution de droguerie qui fait partie de l'indice NASDAQ-100. L'entreprise est localisée au 650 Liverty Avenue à Union dans le New Jersey.

## Activité
Bed Bath & Beyond est créé en 1971. Aujourd'hui, l'entreprise gère une chaîne de magasins proposant des produits domestiques aux États-Unis, à Puerto Rico et au Canada. Ses produits sont de qualité moyenne, avec parfois quelques produits haut-de-gamme : produits pour la chambre, salle-de-bain, cuisine, et salle à manger.

## Historique
Depuis la disparition de Linens 'n Things (draps et autres), Bed Bath & Beyond compte peu de concurrents, à l'exception de Wal-Mart, Target, et d'autres acteurs plus petits comme Pier 1 Imports. Les entreprises comme Crate and Barrel et les nombreuses filiales de Williams Sonoma (Pottery Barn, West Elm) sont aussi concurrentes, mais se spécialisent sur des créneaux un peu plus haut-de-gamme.
En mai et juin 2012, Bed Bath & Beyond acquiert respectivement Cost Plus pour 495 millions de dollars et Linen Holdings pour 105 millions de dollars.

### Depuis 2022: difficultés et faillite
En septembre 2022, Bed Bath & Beyond est en grande difficulté. Elle annonce qu'elle allait fermer 150 magasins, supprimer 20 % de ses effectifs et revoir sa stratégie de merchandising pour tenter de redresser son activité déficitaire. Son directeur financier se suicide le 5 septembre 2022.
L'entreprise enregistre une perte de 80% en 2022 et 88% au premier trimestre 2023. Elle demande le 23 avril à être placé sous le régime de protection en cas de faillite.

## Actionnariat
Au 4 mai 2022, les principaux actionnaires de Bed Bath & Beyond sont les suivants :
| Actionnaire                                     | %     |
| ----------------------------------------------- | ----- |
| Davis Selected Advisers                         | 15,4% |
| Fidelity Management & Research                  | 12,4% |
| Capital Research & Management (World Investors) | 11,4% |
| The Vanguard Group                              | 10,9% |
| RC Ventures                                     | 9,81% |
| Sands Capital Management                        | 6,09% |
| Legion Partners Asset Management                | 5,95% |
| Morgan Stanley                                  | 5,89% |
| en:Lone Pine Capital                            | 5,68% |
| Okumus Capital                                  | 5,24% |